# Afzelia
Afzelia és un gènere de plantes amb flor de la subfamília de les Caesalpinioideae. Són arbres de les zones tropicals amb molt bona fusta, comercialitzada generalment amb el nom de «doussie». Afzelia xylocarpa és una espècie asiàtica. La seva escorça té usos medicinals a la medicina tradicional. La fusta de les espècies Afzèlia africana, Afzelia bipindensis i Afzelia pachyloba es comercialitza sota el nom de ugandès de «meli».